# 노상구
노상구(魯相龜, 일본식 이름: 江本吉男에모토 요시오, 1892년 4월 2일 ~ ?)는 일제강점기의 법조인으로, 본적은 경기도 개성군 상도면이다.

## 생애
1915년에 판임관 견습으로 공주지방법원에서 근무를 시작하면서 조선총독부 사법 관리로 일하게 되었다. 이듬해에는 정식으로 재판소 서기 겸 통역생으로 임용되어 공주지방법원 청주지청에 발령받았다.
1920년에 고등관 7등의 조선총독부 판사로 승진하여 해주지방법원 서흥지청에서 근무를 시작했다. 이후 평양지방법원 판사를 거쳐 경성지방법원 춘천지청과 청진지방법원 판사로 근무했다. 1930년에 함흥지방법원으로, 1932년에는 공주지방법원으로 이동했다.
청진지방법원 판사로 재직하던 1928년에는 일본 정부로부터 다이쇼대례기념장을 수여받았다. 1930년 훈6등 서보장을 서훈받는 등 여러 차례 훈장을 받아, 1940년을 기준으로 정5위 훈5등에 서위되어 있었다. 1935년에 총독부가 시정 25주년을 기념하여 표창한 표창자 명단에도 들어 있다.
2002년 발표된 친일파 708인 명단 판사 부문과 2008년 공개된 민족문제연구소의 친일인명사전 수록예정자 명단 중 사법 부문에 모두 수록되어 있다. 2009년 친일반민족행위진상규명위원회가 발표한 친일반민족행위 705인 명단에도 포함되었다.

## 참고자료
- 노상구(魯相龜) - 국사편찬위원회